# Bucherer Gruppe
Die Bucherer AG ist ein Schweizer Konzern der Uhren- und Schmuckbranche mit Sitz in Luzern. Bucherer ist der grösste Uhren- und Schmuckhändler weltweit. Der Konzern befand sich im Alleinbesitz des 1936 geborenen und 2023 verstorbenen Jörg Bucherer. Bei einer allfälligen Zustimmung der Wettbewerbskommission soll der Verkauf an Rolex erfolgen.[veraltet]
Die Gruppe führt unter eigenem Namen 36 Uhren- und Schmuckfachgeschäfte in der Schweiz (17), in Deutschland (10), und in London (6) sowie je eins in Wien, Paris, Kopenhagen und New York. Das Geschäft in Paris gilt als das grösste Uhren- und Schmuckgeschäft der Welt. 

## Geschichte

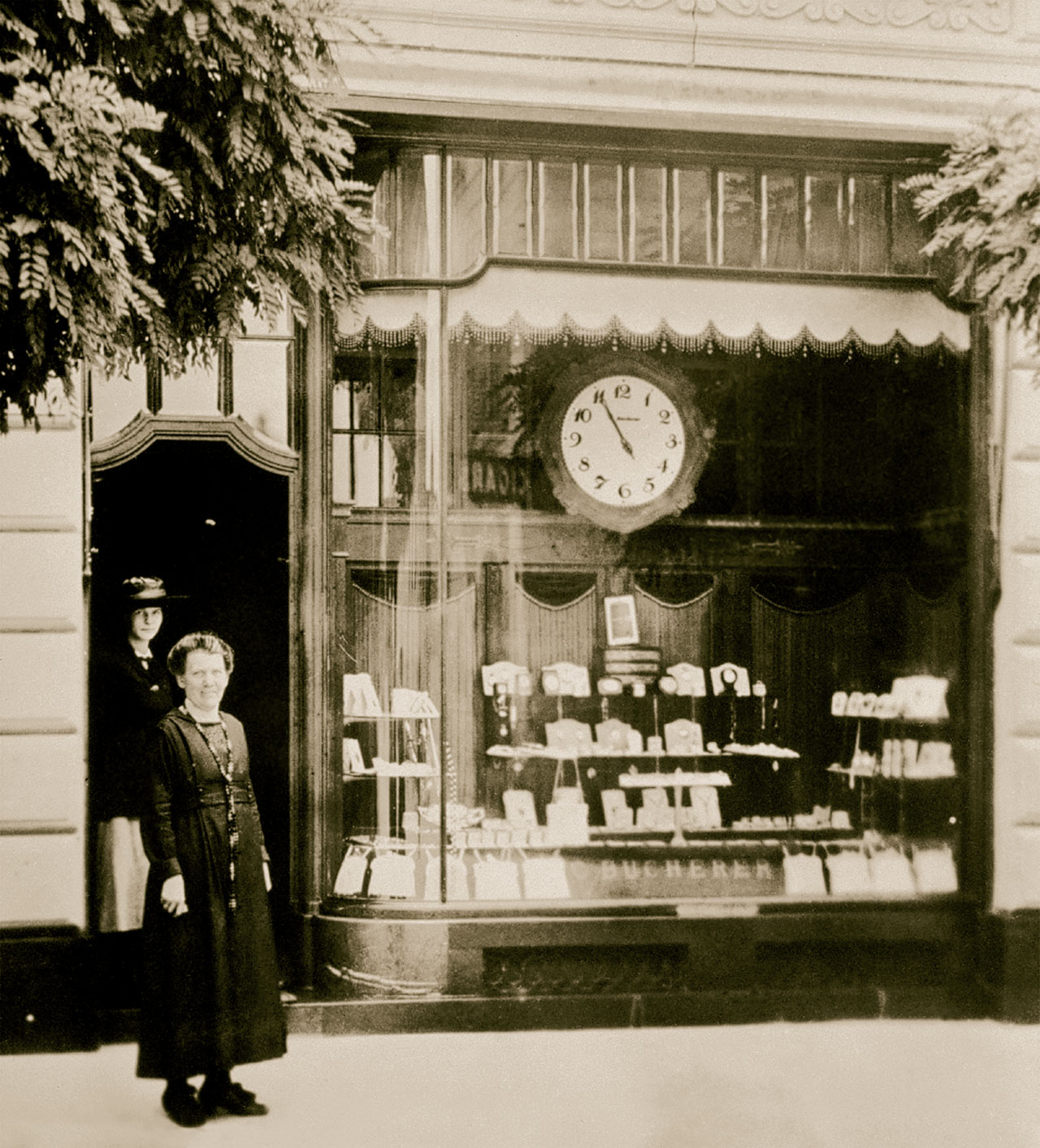
Erster Schmuck- und Uhrenladen von Carl F. Bucherer in Luzern

Im Jahr 1888 eröffnete der aus Basel stammende Carl F. Bucherer zusammen mit seiner Frau Luise ein Spiel- und Eisenwarengeschäft in Luzern und ging in den folgenden Jahren zum Schmuck- und Uhrenhandel über. Anfang der 1920er-Jahre stiegen Carl F. Bucherers Söhne, der Uhrmacher Ernst und der Goldschmied Carl Eduard Bucherer in das Familienunternehmen ein. 1919 wurde die Firma C. Bucherer gegründet und eine Kollektion von Armbanduhren für Damen mit eigenem Zifferblattaufdruck angeboten. Ernst Bucherer ging eine Partnerschaft mit Hans Wilsdorf, dem Gründer von Rolex, ein und nahm 1924 die damals kaum etablierte Uhrenmarke in sein Sortiment auf. Heute ist Rolex nach wie vor der wichtigste Partner von Bucherer.
Die wirtschaftlichen Krisen der 1930er-Jahre sowie der Zweite Weltkrieg bremsten den Unternehmenserfolg. 1933 starb der Unternehmensgründer Carl F. Bucherer; die Firma wurde anschliessend in eine Aktiengesellschaft umgewandelt.
In der Nachkriegszeit wurden bekannte Uhrenmodelle mit eigenem Zifferblattaufdruck wie ein Chronograph mit Grossdatum und verschiedene Chronometer unter der Marke Bucherer angeboten. Ab dem Jahr 1962 nahm die Firma mit zehn anderen Firmen an der Entwicklung der Quarzuhr Beta-21 teil. 1967 wurde der Ébauchen-Hersteller Montres Credos S. A. erworben. Mit dessen Chronometer-Uhrwerken wurde Bucherer in den siebziger Jahren der drittgrösste Hersteller von mechanischen Chronometern. Aufgrund der Quarzkrise stellte Bucherer die Produktion ein. Im Jahr 2001 wurde der Firmensitz der Montres Credos S. A. nach Luzern verlegt, die Firma in Montres Bucherer S. A. umbenannt und damit begonnen, in Kooperation mit dem Uhrenhersteller Techniques Horlogères Appliquées S. A. unter der Marke Carl F. Bucherer eigene Uhren herzustellen. 2002 wurde der Sitz der Montres Bucherer S. A. nach Lengnau verlegt. Im Jahr 2007 wurde Techniques Horlogères Appliquées von der Bucherer-Gruppe gekauft und in Carl F. Bucherer Technologies AG umbenannt, um eine eigene Uhrenmanufaktur aufzubauen.
1977 stieg die dritte Generation der Unternehmerfamilie Bucherer in die Firma ein. Unter Jörg Bucherer expandierte Bucherers Handel in den 1980er-Jahren nach Österreich und rund zehn Jahre später nach Deutschland. Bucherer übernahm 1989 die vor allem in Schweizer Innenstädten und Einkaufszentren vertretene Kurz-Gruppe und 2001 die auf Touristen ausgerichtete Swiss Lion AG.
2013 eröffnete Bucherer im Zentrum von Paris das grösste Uhren- und Schmuckgeschäft der Welt mit einer Verkaufsfläche von 2200 Quadratmetern.
Im Herbst 2016 eröffnete Bucherer bei Jelmoli in Zürich seinen ersten «Laden im Laden». 2017 folgen in Zusammenarbeit mit The KaDeWe Group drei weitere Luxusgeschäfte im Alsterhaus (Hamburg), im Oberpollinger (München) und im KaDeWe (Berlin).
Am 31. Januar 2018 kündigte die Bucherer-Gruppe an, Tourneau LLC, den grössten Luxusuhrenhändler in den Vereinigten Staaten, zu übernehmen.
Im Mai 2020 gab Bucherer bekannt, den Juwelier Kurz, bestehend aus acht Standorten mit rund 130 Mitarbeitern, per Ende September 2020 an die Schwyzer IGS zu verkaufen, die Muttergesellschaft hinter der Bijouterien-Gruppe Carat.
Aufgrund der schwachen Nachfrage infolge der COVID-19-Pandemie gab das Familienunternehmen im August 2020 bekannt, weltweit 370 Stellen abzubauen.
Am 1. September 2021 eröffneten Bucherer und der Juwelier und Uhrenhändler Kurz eine exklusive Carl F. Bucherer Uhrenboutique an der Zürcher Bahnhofstrasse.
Des Weiteren wurde 2021 in den ehemaligen Räumen von Tourneau in New York ein Bucherer-Flaggschiffgeschäft eröffnet.
Im August 2023 wurde bekannt, dass Bucherer von Rolex übernommen werden soll, falls die Zustimmung der Wettbewerbskommission erfolgt.
Für Bucherer geht damit aus Ermangelung einer Unternehmensnachfolge nach 135 Jahren im Familienbesitz eine Ära zu Ende.
Nur wenige Monate nach der Bekanntgabe verstarb der Alleinbesitzer und Präsident Jörg Bucherer im Alter von 87 Jahren am 6. November 2023.
Im Juli 2024 hat nach den zuständigen Wettbewerbsbehörden der EU auch die Schweizer Wettbewerbskommission (Weko) der Übernahme durch Rolex zugestimmt.

## Struktur
Zur Bucherer-Gruppe gehören 15 Verkaufsgeschäfte der Bucherer AG in der Schweiz (u. a. in Luzern, Zürich, Genf, Basel, Lausanne und St. Moritz), elf Verkaufsgeschäfte in Deutschland, vier Geschäfte in London, sowie je ein Verkaufsgeschäft in Wien, Paris, Kopenhagen und New York.
Zudem ein Swatch-Laden und drei Geschäfte der Swiss Lion AG sowie zwei Omega-Geschäfte. Ebenfalls zur Bucherer-Gruppe gehört das Unternehmen Bucherer Montres S.A., das die eigene Uhrenmarke Carl F. Bucherer produziert.
Bucherer fördert seit 2008 den deutschen Polosport und unterstützt Turniere in München, Hamburg, Düsseldorf, Frankfurt am Main und Berlin. Bucherer unterhält eine eigene Polomannschaft und ist Co-Partner beim Zurich Film Festival.

## Produkte (Auswahl)
Bucherer als Detaillist führt Marken wie A. Lange & Söhne, Audemars Piguet, Baume & Mercier, Blancpain, Breguet, Breitling, Calvin Klein, Carl F. Bucherer, Cartier, Chopard, Girard-Perregaux, Glashütte Original, Grand Seiko, H. Moser & Cie, IWC, Jaeger-LeCoultre, Longines, Löbner, Montblanc, Omega, Oris, Nomos Glashütte, Mido, Panerai, Patek Philippe, Piaget, Rado, Roger Dubuis, Rolex, Swarovski, TAG Heuer, Tissot, Tudor, Ulysse Nardin, Vacheron Constantin, Zenith, Gucci, Tamara Comolli, Victorinox, Wellendorff und Buben & Zörweg.
Zudem ist Bucherer Designer und Produzent eigener Schmucklinien und Anbieter von Diamant-, Edelstein-, Perlen- und Goldschmuck.

## Wettbewerber
- Gübelin
- Gerhard D. Wempe
- Juwelier Rüschenbeck KG